# ヤァヤァ・シスターズの聖なる秘密
『ヤァヤァ・シスターズの聖なる秘密』（原題: Divine Secrets of the Ya-Ya Sisterhood）は、2002年にアメリカ合衆国で公開されたコメディドラマ映画。レベッカ・ウェルズの同名小説を原作としている。

## ストーリー
ルイジアナ生まれの女流劇作家シッダは、現在は生まれ故郷を離れてニューヨークで活躍していた。ある日彼女はタイム誌の取材で、過去に母親から暴力を振るわれたと誤解を招くような発言をしてしまい、母親であるヴィヴィから激しい怒りを買ってしまう。それが引き金となり大喧嘩に発展した二人は、ついに全縁状態となってしまう。それを見かねたヴィヴィの長年の親友たちは、シッダを無理やりルイジアナへと連れ帰り、一冊のスクラップブックを見せるのだった。「ヤァヤァ・シスターズの聖なる秘密」と書かれたその本には、母をはじめとした「ヤァヤァ・シスターズ」の秘められた青春時代が綴られていた。

## キャスト
- シッダ - サンドラ・ブロック（日本語吹替：本田貴子）
- ヴィヴィ - エレン・バースティン（日本語吹替：北浜晴子）
- 若かりし頃のヴィヴィ - アシュレイ・ジャッド（日本語吹替：日野由利加）
- ティーンシー - フィオヌラ・フラナガン（日本語吹替：立石凉子）
- 若かりし頃のティーンシー - ジャクリーン・マッケンジー
- シェプ - ジェームズ・ガーナー（日本語吹替：加藤精三）
- 若かりし頃のシェプ - デヴィッド・リー・スミス
- バギ - チェリー・ジョーンズ（日本語吹替：巴菁子）
- ニーシー - シャーリー・ナイト（日本語吹替：井上瑤）
- 若かりし頃のニーシー - キルステン・ウォーレン
- コナー - アンガス・マクファーデン（日本語吹替：内田直哉）
- キャロ - マギー・スミス（日本語吹替：有田麻里）
- 若かりし頃のキャロ - ケイティ・セルヴァーストーン
- ジャック - マシュー・セトル
- テイラー - デヴィッド・ラッシュ
- ウィレッタ - レスリー・シルヴァ
- チェイニー - ロン・ドーチ
- ジェネヴィーヴ - ジーナ・マッキー

その他日本語吹替
沢海陽子、唐沢潤、大坂史子、谷昌樹、浅井晴美、大川透、小島敏彦、津田真澄、佐藤晴男、小池亜希子、小林希唯、乾政子、木内レイコ、中國卓郎、柳沢栄治、村上あかね